# Charlotte Martin

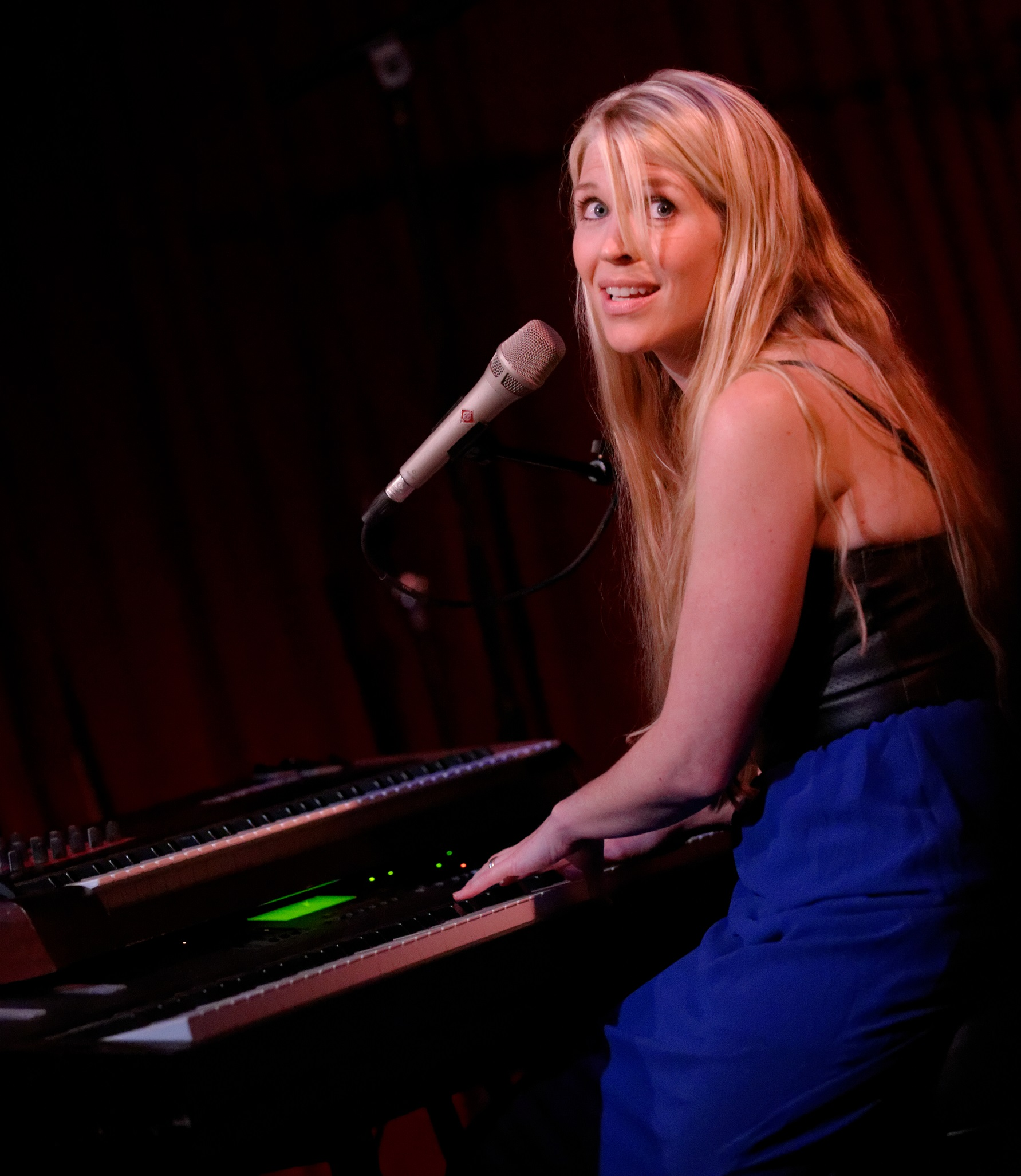
Charlotte Martin (2014)

Charlotte Ann Martin (* 31. Oktober 1976) ist eine US-amerikanische Sängerin und Songschreiberin. Ihr Hauptinstrument ist das Klavier. Sie hat diverse Studioalben geschrieben, von denen zwei veröffentlicht wurden: On your Shore im Jahre 2004 und Stromata im Jahre 2006.

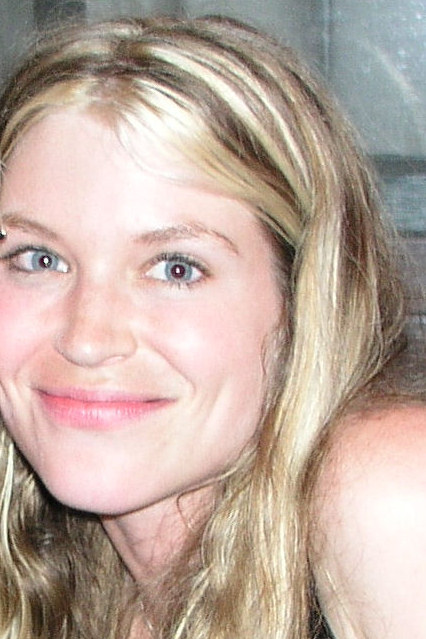
Charlotte Martin, 2005

## Biografie
Charlotte Martin  wuchs in ihrer Geburtsstadt Charleston, Illinois auf. Am 30. September 2005 heiratete sie den Musiker und Produzenten Ken Andrews. Am 4. Mai 2008 wurde ihr erstes Kind geboren.

## Diskografie
Soweit nicht anders vermerkt sind Text und Musik von Charlotte Martin.
Alben
- 1998 “Mystery, Magic & Seeds”; Independent
- 2004 “On Your Shore”; RCA Records; enthält eine Cover-Version des Rolling-Stones-Songs “Wild Horses”
- 2006 “Stromata”; Dinosaur Fight Records
- 2007 “Reproductions”; Echo Field Recordings; enthält ausschließlich Cover-Versionen
- 2009 “Piano Trees”; Test-Drive-Records
- 2011 “Dancing on Needles”; Test-Drive-Records
- 2012 "Mission Control"; Test-Drive-Records
- 2018 "Clear Blue Sky"; Charlotte Martin
- 2019 "Dawn"; Test-Drive-Records

EPs
- 2002 “One Girl Army”; Bong Load Records; enthält Stücke ihres unveröffentlichten, gleichnamigen Albums aus 2001
- 2002 “Test-Drive Songs”; Test-Drive Records
- 2003 “In Parantheses”; RCA Records
- 2005 “Darkest Hour”; Test-Drive Records
- 2005 “Veins”; Test-Drive Records
- 2006 “Rarities .1”; Test-Drive Records
- 2006 “Rarities .2”; Test-Drive Records
- 2006 “Rarities .3”; Test-Drive Records
- 2006 “Stromata EP 1”; Dinosaur Fight Records
- 2006 “Stromata EP 2”; Dinosaur Fight Records
- 2008 “Rarities .4”; Test-Drive Records
- 2008 “Orphans”; Test-Drive Records
- 2009 “Rarities .5”; Test-Drive Records
- 2009 “Rarities .6”; Test-Drive Records

Singles
- 2004 “Every Time it Rains”; RCA Records
- 2007 “Keep Me In Your Pocket”; Dinosaur Fight Records; Download-Single
- 2007 “Christmas is Near”; Echo Field Recordings; Download-Single